# Interstate 39
L'Interstate 39 (I-39) è un'autostrada interstatale degli Stati Uniti che si estende per 492,68 chilometri e collega Normal (Illinois) con Rothschild (Wisconsin).

## Percorso
| INTERSTATE 39 |           |                          | |                |                                 |                                                                                          | |
| Stato         | Contea    | Località                 | mi!!align="center"\|km!!align="center"\|Uscita!!align="center"\|Destinazione!!align="center"\|Note |                |                                 |                                                                                          | |
| Illinois      | McLean    | Normal                   | 0,00                                                                                               | 0,00           | —                               | I-55 / US 51 sud per I-74 - Chicago, St. Louis, Decatur, Peoria, Champaign               | Fine sud dell'I-39; estremità meridionale della concorrenza US 51; I-55 uscita 164; Central Illinois Regional Airport                           |
| Illinois      | McLean    | Normal                   | 1,53                                                                                               | 2,46           | 2                               | US 51 Bus. sud (Main Street) – Bloomington, Normal                                       | |
| Illinois      | McLean    | Hudson                   | 4,67                                                                                               | 7,52           | 5                               | CR 12 (Franklin Street) – Hudson                                                         | |
| Illinois      | McLean    | Hudson Township          | 7,75                                                                                               | 12,47          | 8                               | IL 251 nord / CR 8 (Lake Bloomington Road) – Kappa                                       | Fine sud dell'IL 251 |
| Illinois      | Woodford  | El Paso                  | 14,35                                                                                              | 23,09          | 14                              | US 24 – Peoria, El Paso                                                                  | |
| Illinois      | Woodford  | Woodford                 | 22,37                                                                                              | 36,00          | 22                              | IL 116 – Peoria, Pontiac                                                                 | |
| Illinois      | Woodford  | Minonk                   | 26,94                                                                                              | 43,36          | 27                              | CR 2 – Minonk                                                                            | |
| Illinois      | Marshall  | Wenona                   | 35,02                                                                                              | 56,36          | 35                              | IL 17 – Lacon, Wenona                                                                    | |
| Illinois      | LaSalle   | Lostant                  | 41,60                                                                                              | 66,95          | 41                              | IL 18 – Henry, Streator                                                                  | |
| Illinois      | LaSalle   | Tonica                   | 48,67                                                                                              | 78,33          | 48                              | CR 54 (Reed Richardson Road) – Tonica                                                    | |
| Illinois      | LaSalle   | Eden Township            | 51,70                                                                                              | 83,20          | 51                              | IL 71 – Hennepin, Oglesby, Granville                                                     | |
| Illinois      | LaSalle   | Eden Township            | 52,47                                                                                              | 84,44          | 52                              | IL 251 – Peru, LaSalle                                                                   | |
| Illinois      | LaSalle   | Oglesby                  | 53,79                                                                                              | 86,47          | 54                              | Walnut Street – Oglesby                                                                  | |
| Illinois      | LaSalle   | Fiume Illinois           | |                | Abraham Lincoln Memorial Bridge | Abraham Lincoln Memorial Bridge                                                          | Abraham Lincoln Memorial Bridge |
| Illinois      | LaSalle   | LaSalle                  | 56,75                                                                                              | 91,33          | 57                              | US 6 (5th Street) – LaSalle, Peru, Ottawa                                                | |
| Illinois      | LaSalle   | LaSalle                  | 58,68– 59,46                                                                                       | 94,44– 95,69   | 59                              | I-80 – Chicago, Des Moines, LaSalle, Peru                                                | Segnate come uscite 59A (est) e 59B (ovest); uscita I-80 numero 79                                                                              |
| Illinois      | LaSalle   | Troy Grove               | 66,16                                                                                              | 106,47         | 66                              | US 52 – Troy Grove                                                                       | |
| Illinois      | LaSalle   | Mendota                  | 72,09                                                                                              | 116,02         | 72                              | US 34 – Mendota, Earlville                                                               | |
| Illinois      | Lee       | Paw Paw                  | 82,57                                                                                              | 132,88         | 82                              | CR 10 (Chicago Road) – Paw Paw                                                           | |
| Illinois      | Lee       | Willow Creek Township    | 87,34                                                                                              | 140,56         | 87                              | US 30 – Sterling, Rock Falls, Aurora                                                     | |
| Illinois      | Lee       | Steward                  | 93,34                                                                                              | 150,22         | 93                              | CR 2 (Perry Road) – Steward                                                              | |
| Illinois      | Ogle      | Rochelle                 | 97,10– 97,79                                                                                       | 156,27– 157,38 | 97                              | I-88 Toll / IL 110 (CKC) (Ronald Reagan Memorial Tollway) – Moline, Rock Island, Chicago | Segnate come 97A (est) e 97B (ovest); uscita I-88 numero 78                                                                                     |
| Illinois      | Ogle      | Rochelle                 | 99,46                                                                                              | 160,07         | 99                              | IL 38 / Lincoln Highway – DeKalb, Rochelle                                               | |
| Illinois      | Ogle      | Lynnville Township       | 104,50                                                                                             | 168,18         | 104                             | IL 64 – Sycamore, Oregon                                                                 | |
| Illinois      | Ogle      | Monroe Center            | 110,98                                                                                             | 170,68         | 111                             | IL 72 – Genoa, Byron, Kingston                                                           | |
| Illinois      | Winnebago | Rockford Township        | 115,49                                                                                             | 185,86         | 115                             | CR 11 (Baxter Road)                                                                      | |
| Illinois      | Winnebago | Rockford                 | 119,05– 119,56                                                                                     | 191,59– 192,41 | –                               | US 20 ovest (Rockford Bypass) – Rockford, Freeport                                       | Estremità meridionale della concorrenza US 20; Chicago Rockford International Airport                                                           |
| Illinois      | Winnebago | Cherry Valley            | 122,17                                                                                             | 196,61         | 122A                            | US 20 est – Belvidere                                                                    | Estremità settentrionale della concorrenza US 20                                                                                                |
| Illinois      | Winnebago | Cherry Valley            | 122,17                                                                                             | 196,61         | 122B                            | Harrison Avenue                                                                          | |
| Illinois      | Winnebago | Cherry Valley            | 122,90                                                                                             | 197,79         | –                               | I-90 Toll est (Jane Addams Memorial Tollway) – Chicago                                   | Estremità meridionale della concorrenza I-90; uscita I-90 numero 17; la I-39 usa i numeri di uscita della I-90 da qui a nord                    |
| Illinois      | Winnebago | Rockford                 | 124,45                                                                                             | 200,28         | 15                              | US 20 Bus. (State Street)                                                                | Ultima uscita gratuita in direzione nord |
| Illinois      | Winnebago | Rockford                 | 127,77                                                                                             | 205,63         | 12                              | CR 55 ovest (East Riverside Boulevard)                                                   | Pedaggio all'uscita in direzione nord e all'ingresso in direzione sud                                                                           |
| Illinois      | Winnebago | Machesney Park           | 131,31                                                                                             | 211,32         | 9                               | IL 173 (West Lane Road) – Machesney Park                                                 | Pedaggio all'uscita in direzione nord e all'ingresso in direzione sud                                                                           |
| Illinois      | Winnebago | Rockton                  | 136,71                                                                                             | 220,01         | Barriera South Beloit 1         | Barriera South Beloit 1                                                                  | Barriera South Beloit 1 |
| Illinois      | Winnebago | South Beloit             | 137,53                                                                                             | 221,33         | 3                               | CR 9 (Rockton Road)                                                                      | Ultima uscita libera in direzione sud; estremità nord-occidentale della Jane Addams Memorial Tollway                                            |
| Illinois      | Winnebago | South Beloit             | 139,93                                                                                             | 225,20         | 1                               | US 51 nord / IL 75 – South Beloit                                                        | Estremità settentrionale della concorrenza della US Route 51                                                                                    |
|               |           |                          | 140,25                                                                                             | 225,71         | Confine Illinois-Wisconsin      | Confine Illinois-Wisconsin                                                               | Confine Illinois-Wisconsin |
| 0,00          | 0,00      |                          | |                | Confine Illinois-Wisconsin      | Confine Illinois-Wisconsin                                                               | Confine Illinois-Wisconsin |
| Wisconsin     | Rock      | Town of Turtle           | 2,48                                                                                               | 3,99           | 185B                            | I-43 nord – Milwaukee                                                                    | Uscite in direzione sud segnate come 0A-B; ex svincolo quadrifoglio; in fase di conversione allo scambio tri-stack.                             |
| Wisconsin     | Rock      | Town of Turtle           | 2,46                                                                                               | 3,96           | 185A                            | WIS 81 ovest (Milwaukee Avenue) – Beloit                                                 | Ex svincolo quadrifoglio; in fase di conversione allo svincolo divergente dei diamanti per l'accesso da/a I-43 tramite la strada provinciale X. |
| Wisconsin     | Rock      | Town of Turtle           | 4,78                                                                                               | 7,69           | 183                             | CTH-S (Shopiere Road)                                                                    | |
| Wisconsin     | Rock      | Town of La Praire        | 9,95                                                                                               | 16,01          | 177                             | WIS 11 ovest (Avalon Road) – Janesville, Avalon                                          | Estremità meridionale della concorrenza WIS 11; Southern Wisconsin Regional Airport                                                             |
| Wisconsin     | Rock      | Janesville               | 12,49                                                                                              | 20,10          | 175                             | Alt. I-39 nord / WIS 11 est (Racine Street) – Delavan                                    | Estremità settentrionale della concorrenza WIS 11; ex Bus US 14                                                                                 |
| Wisconsin     | Rock      | Janesville               | 15,61– 15,66                                                                                       | 25,12– 25,20   | 171B                            | Alt. I-39 sud / US 14 – Janesville                                                       | Precedentemente suddivisa nelle uscite 171B (ovest) e 171C (est)                                                                                |
| Wisconsin     | Rock      | Janesville               | 16,41                                                                                              | 26,41          | 171A                            | WIS 26 – Milton                                                                          | |
| Wisconsin     | Rock      | Town of Fulton           | 24,62                                                                                              | 39,62          | 163                             | WIS 59 – Edgerton, Milton, Whitewater                                                    | |
| Wisconsin     | Dane      | Albion                   | 27,60                                                                                              | 44,42          | 160                             | US 51 sud / WIS 73 / WIS 106 – Edgerton, Deerfield                                       | Estremità meridionale della concorrenza della US 51                                                                                             |
| Wisconsin     | Dane      | Christiana               | 31,30                                                                                              | 50,37          | 156                             | US 51 nord – Stoughton                                                                   | Estremità settentrionale della concorrenza della US 51                                                                                          |
| Wisconsin     | Dane      | Town of Pleasant Springs | 40,40                                                                                              | 65,02          | 147                             | CTH-N – Stoughton, Cottage Grove                                                         | |
| Wisconsin     | Dane      | Blooming Grove           | 45,54                                                                                              | 73,29          | 142                             | US 12 / US 18 (Beltline Highway) – Madison, Cambridge                                    | Segnalate come uscite 142A (ovest) e 142B (est); US 12 uscita 267                                                                               |

| Legenda   |                     |
| Grigio    | Chiusa/ex           |
| Verde     | Termine concorrenza |
| Rosso     | Accesso incompleto  |
| Arancione | Futura uscita       |
| Blu       | Telepedaggio        |
| 1 mi      | 1,609 km            |
| 1 km      | 0,621 mi            |